# Ivan Berbuč
Ivan Berbuč, slovenski srednješolski profesor in politik, * 2. november 1845, Selo, Ajdovščina, † 9. december 1924, Gorica.

## Življenje in delo
Gimnazijo je obiskoval v Gorici (1858-1866). Na dunajski univerzi je diplomiral iz matematike in fizike. Po diplomi je služboval na srednjih šolah v Gradcu, Ljubljani in Pazinu  (1874-1880) ter od 1881 kot profesor matematike in fizike na realki v Gorici.
Bil je več let sourednik Soče in Gorice dopisnik Slovenskega naroda, Ljubljanskega zvona in drugih listov. Že 1889 je kandidiral v deželi zbor za okraje Gorica, Kanal in Ajdovščina, prvič pa je bil izvoljen 1895 v goriškem okraju. Vrsto let (1902-1913) je bil član deželnega odbora in deloval pri finančnem odseku in komisiji za pogozdovanje Krasa.  Deloval je tudi pri kulturnih in denarnih zavodih, bil predsednik Centralne posojilnice in Goriške zveze, blagajničar Šolskega doma. Vseskozi pa se je trudil zbuditi med ljudstvom zanimanje za politično in narodnostno življenje. Zaradi zaslug ga je več slovenskih občin imenovalo za častnega občana. 
Ob ustanovitvi Slovenske ljudske stranke (SLS) na Goriškem (25. novembra 1907) je postal član strankinega vodstva. Ob razkolu SLS (1913) je ponovno kandidiral za deželni zbor, a ni bil izvoljen. Po italijanski zasedbi Gorice (16. avgust 1916) se je tudi Berbuč z ostalimi begunci umaknil v Ljubljano, kjer je Krek ustanovil Posredovalnico za goriške begunce s slovenskim in italijanskim odsekom. V vodstvo slovenskega odseka je bil imenovan tudi Berbuč. Na pobudo Antona Korošca je septembra 1918 prišel v Gorico in Trst, kjer sta se na Primorskem osnovala dva ločena pododbora Narodna sveta, prvi za Goriško, drugi za Tržaško. V Goriškem Narodnem svetu je kot podpredsednik deloval Ivan Berbuč.